# Resolució 385 del Consell de Seguretat de les Nacions Unides
La Resolució 384 del Consell de Seguretat de les Nacions Unides, fou aprovada per unanimitat el 30 de gener de 1976, va recordar les resolucions anteriors sobre el tema, així com una opinió consultiva de la Cort Internacional de Justícia que Sud-àfrica estava obligada a retirar la seva presència del Territori d'Àfrica del Sud-Oest. La Resolució va reafirmar la responsabilitat legal de les Nacions Unides sobre Namíbia, va expressar la seva preocupació per les accions il·legals contínues de Sud-àfrica i va lamentar la militarització de Namíbia.
El Consell va exigir llavors que Sud-àfrica posés fi a la seva política de bantustans i els seus intents calculats per evadir les demandes de les Nacions Unides. La resta de la resolució exigeix que Sud-àfrica es comprometi a permetre que les eleccions organitzades per l'ONU seleccionin un futur govern, alliberin a tots els presos polítics, abandonin Namíbia i respectin el dret internacional.